# Gwamile Vocational and Commercial Training Institute
Gwamile Vocational and Commercial Training Institute ist eine der führenden Bildungsinstitutionen in Eswatini. 

## Geschichte
Die Hochschule wurde 1987 mit Hilfe der deutschen Gesellschaft für Technische Zusammenarbeit (GTZ) von der Regierung von Eswatini gegründet. Der Campus befindet sich in Kwaluseni, im Zentrum des Landes und nur zwei Kilometer entfernt vom Campus der University of Eswatini.
Die Schule wird häufig abgekürzt als Gwamile Voctim bezeichnet.

## Lehre
Es werden verschiedene Kurse angeboten:
- Automotive Engineering
- Commercial Studies
- Electrical Engineering
- Mechanical Engineering
- Trowel Trades
- Wood Trades